# Frontière entre le Kentucky et la Virginie
La frontière entre la Virginie et le Kentucky est une frontière intérieure des États-Unis délimitant les territoires de la Virginie à l'ouest et le Kentucky à l'est.
Son tracé suit essentiellement la ligne de crête des montagnes du Cumberland, entre la rivière Tug Fork depuis Cline Cemetery et le Tri-State Peak sur le parallèle 36°36'03" latitude nord.

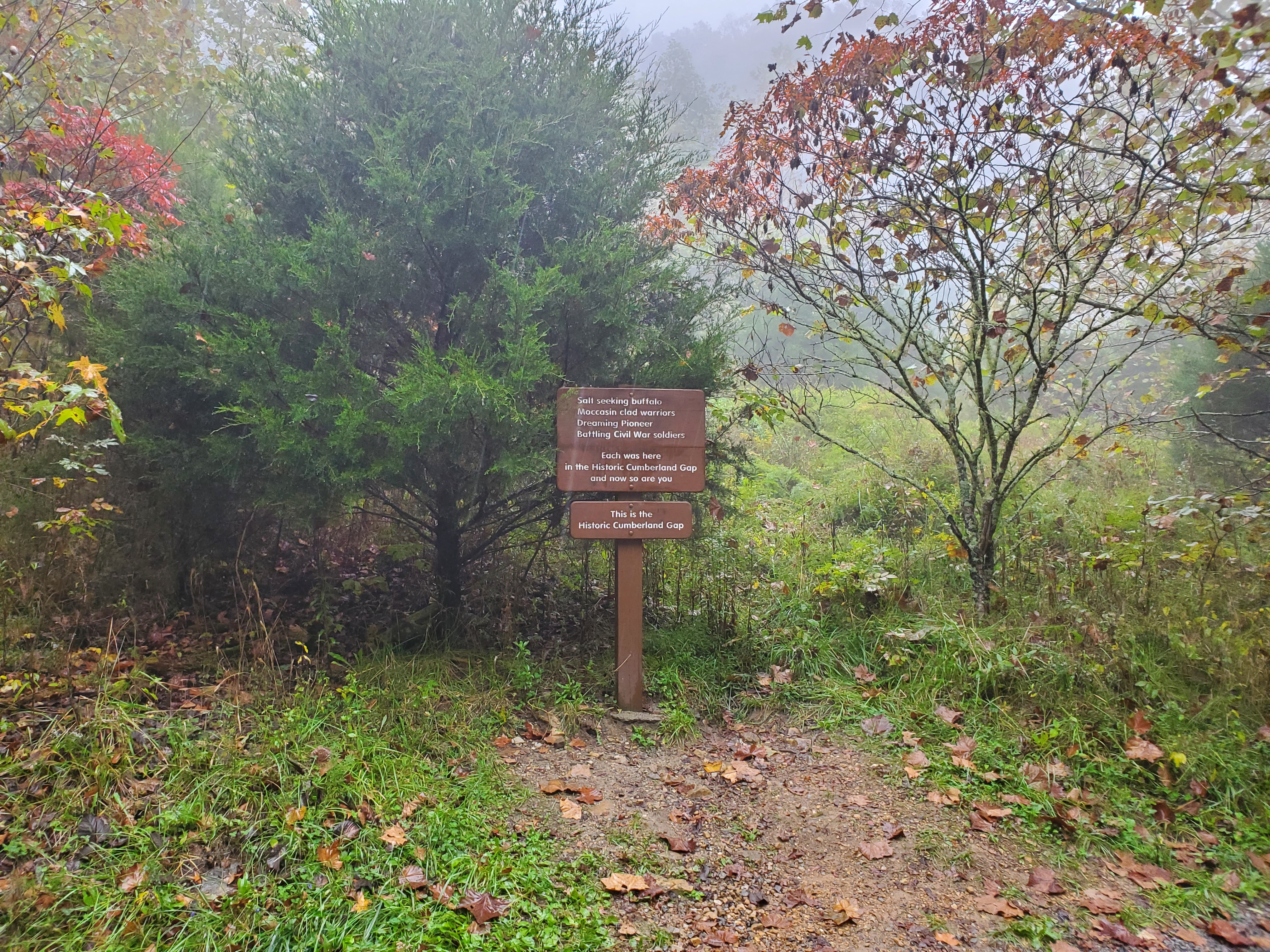
Jonction entre Wilderness Road et le sentier de Tri-State Peak : le Kentucky est à gauche du panneau, la Virginie à droite.